# SpVgg SV Weiden
Die SpVgg SV Weiden ist ein Sportverein aus Weiden in der Oberpfalz, vereinsrechtlich die Fortführung des Sportverein Weiden 1903, später Sportverein Detag Weiden. Heimspielstätte ist das Sparda Bank-Stadion.

## Geschichte
Die SpVgg SV ist ein Nachfolgeverein der SpVgg Weiden, die in der Saison 1934/35 in der erstklassigen Gauliga Bayern spielte. Nach dem Zweiten Weltkrieg trat die SpVgg in der Saison 1965/66 sowie seit 2009 in der Regionalliga Süd an. Nachdem der Hauptsponsor die Zahlungen einstellte, musste der Verein Insolvenz beantragen. Zum 1. Dezember 2010 stellte die SpVgg Weiden den Spielbetrieb ein und wurde später aufgelöst.
Als Nachfolgeverein wurde am 21. Dezember 2010 die SpVgg Weiden 2010 gegründet. Die bisherige zweite Mannschaft der SpVgg Weiden, die in der Landesliga Bayern-Mitte spielte, wurde zur neuen ersten Mannschaft der SpVgg 2010. Mit einigen wenigen Spielern der bisherigen Regionalligamannschaft und A-Jugendspielern spielte der neue Verein die Saison zu Ende und stieg in die Bezirksoberliga Oberpfalz ab. Zur Saison 2011/12 holte der Verein zahlreiche ehemalige Weidener Jugendspieler zurück und erreichte den dritten Platz.
Durch die Ligenreform des bayerischen Verbandes qualifizierten sich die Weidener für die ab 2012 fünfgleisige Landesliga und wurden in die Staffel Nordost eingruppiert. Zuvor trat die SpVgg Weiden 2010 zum 1. Juli 2012 dem SV Detag Weiden bei, der sich dabei in SpVgg SV Weiden umbenannte. In der Landesliga sicherte sich die Mannschaft frühzeitig die Meisterschaft und stieg mit 103 Punkten in die Bayernliga auf.
Der Sportverein-Detag Weiden (kurz SV-Detag oder SVD), der 1992 aus der Fusion zwischen dem Sportverein Weiden 1903 mit dem TSV Detag Weiden (gegründet 1959 als Werkverein der Deutschen Tafelglas AG DETAG) hervorging, hatte als Breitensportverein keine nennenswerten sportliche Erfolge aufzuweisen.

## BFV-Nachwuchsleistungszentrum
Als größter Landesverband innerhalb des DFB versuchte der BFV die Lücke zwischen DFB-Stützpunkten und den Nachwuchsleistungszentren (NLZ) der Bundesligisten zu schließen und entschloss sich, Vereine mit besonders guter Jugendarbeit und Infrastruktur das Prädikat BFV-Nachwuchsleistungszentrum zu verleihen. Ziel ist es, talentierte Spieler aus den Basis-Stützpunkten in den Nachwuchsleistungszentren des BFV intensiver zu fördern und somit den Übergang zu den Profi-Vereinen zu erleichtern. Zur Saison 2008/09 wurden diese Nachwuchsleistungszentren eingeführt. Die SpVgg Weiden ist von Beginn an dabei und wurde bisher auch immer als Partner des BFV verlängert.

## Trainer
- Tomáš Galásek (2015–2016)